# Sant Esteve de Bagà
L'església parroquial de Sant Esteve és una església de considerables dimensions situada al municipi de Bagà, al Berguedà. Es va fer en l'època de transició del romànic al gòtic. Va ser construïda durant els segles XIV-XV. L'església, els murs de la qual feien de muralla, es construí un segles més tard que el nucli antic, degut al fet que n'hi havia una altra a l'indret anomenat Sant Sebastià, que va ser enderrocada i s'aprofità la pedra per construir-ne l'actual. Té tres naus, amb volta de canó apuntada a la central i voltes d'aresta a les laterals. El seu interior es veié aviat enriquit amb capelles i retaules de gran qualitat. Un gran incendi ocorregut l'any 1753 va destruir-ne la magnificència de l'interior i propicià la construcció d'un nou retaule barroc pels germans Morató, mestres del barroc català, que va ser costejat pels ducs de Medinaceli. L'any 1936, l'altar major va tornar a ser destruït, així com l'orgue, les imatges i objectes de culte. Té una important portalada gòtica.
Entre els anys 2010 i 2011 es van efectuar obres de restauració de la coberta i el campanar, així com millores en l'accessibilitat.